# Dva doprsna kipa kardinala Scipiona Borgheseja
Dva doprsna kipa kardinala Scipiona Borgheseja sta portretni skulpturi iz marmorja, ki ju je izdelal italijanski umetnik Gian Lorenzo Bernini leta 1632. Kardinal Scipione Borghese je bil nečak papeža Pavla V. in je v 1620-ih pri Berniniju naročil tudi druga dela. Obe različici tega portreta sta v galeriji Borghese v Rimu.

## Opis
Doprsna kipa sta četrtinska in prikazujeta Scipiona Borgheseja v njegovi obleki in bireti, kot je primerno za njegov položaj kardinala rimske cerkve. Gibanje in živahnost gledalca je ena najpomembnejših značilnosti doprsnih kipov.
Kardinal gleda na desno in razpira ustnice, kot da bi začel govoriti. Namesto statične figure, v kateri je gledalčevo bistvo zajeto z abstrahiranjem njegovega lika, je Bernini ujel specifično gesto, da bi ustvaril podobnost, ki je psihološka in zunanja. Občutek gibanja je dodatno poudarjen z dramatičnimi gubami in pregibi na njegovi obleki, ki nakazujejo gibanje njegovega telesa, v drugi različici pa se bo eden od gumbov kmalu odpel.

## Pokroviteljstvo in ustvarjanje
Oba Berninijeva zgodnja biografa, Domenico Bernini in Filippo Baldinucci, opisujeta zgodovino doprsnih kipov in pojasnjujeta nastanek druge različice.
Ko je Bernini dokončal prvo različico, so alustratorji polirali doprsni kip, ko so odkrili pomemben zlom v marmorju čez čelo, ki je iznakazil obraz. Bernini je bil obveščen in se je takoj lotil ustvarjanja druge različice z novim blokom marmorja, kar je po Domenicu Berniniju trajalo tri dni, po Baldinucciju pa petnajst.
Biografa nato pripovedujeta nekoliko drugačne zgodbe o tem, kako sta bili različici razkriti. Po besedah Domenica Berninija je kardinal Borghese videl nebrušeno različico in bil tako navdušen, da je prosil, naj doprsni kip dokončajo in ga pokažejo njegovemu stricu, papežu Pavlu V. Takrat so odkrili napako in Bernini je ustvaril drugo različico, ki je bila prepeljana na skrivaj k papežu. Toda kardinal je opazil, da gre za drugačno različico in Bernini je razkril nastanek drugega doprsnega kipa. Baldinuccijeva zgodba je nekoliko drugačna – kardinal Borghese ne ve, da obstaja druga različica, vidi prvotni doprsni kip. Izraža veselje do dela, a skriva razočaranje nad napako; Bernini nato odkrije drugo, neoporečno različico, na katero se kardinal odzove z začudenjem in veseljem nad Berninijevo umetnostjo.

## Datacija doprsnih kipov
Medtem ko obstoj brazgotine na prvi različici pojasnjuje, zakaj je nastala druga različica, je treba obe zgodbi obravnavati z nekaj suma. Veliko dokumentacije, navedene spodaj, dokazuje, da sta bila doprsna kipa dokončana leta 1632 – papež Pavel V., omenjen v obeh poročilih, je umrl leta 1621. Dokument v Državnem arhivu v Modeni z dne 8. januarja 1633 pravi, da je »Bernini, ki mu je naročil papež, izdelal marmorni doprsni kip kardinala Borgheseja, za kar je prejel 500 zecchinijev in diamant v vrednosti 150 scudijev«.
Pismo pisatelja Fulvia Testija kardinalu grofu Francescu Fontani z dne 29. januarja 1633 prav tako govori o doprsnem kipu, Testi pravi, da je stal 1000 scudov in da je figura »resnično živa in diha«.
Drug dokument, ki ga je napisal Lelio Guidiccioni 4. junija 1633, dodatno potrjuje, da je bil portret izdelan leta 1632. Nazadnje, potrdilo v arhivu Borghese za 23. december 1632 razkriva plačilo 500 scudov Berniniju od družine Borghese.

## Zgodovina in kritična reakcija
Po dokončanju so oba doprsna kipa odpeljali v vilo Borghese. Italijanska država jih je kupila leta 1892 in jih razstavljala v Galleria dell'Academia v Benetkah, dokler nista bila ponovno združena z ostalimi zbirkami v Galeriji Borghese leta 1908. Obnova del je potekala leta 1997.
Prva različica se pogosto šteje za boljšo različico, pri čemer Howard Hibbard opisuje Berninijevo ravnanje z marmorjem, kot da mu daje »novo dimenzijo realnosti«. Medtem ko drugo še vedno očitno Berninijevo delo, velja za veliko manj spontano , pri čemer je Wittkower komentiral, da »manjka animacije in vitalnosti prvega«.  Drugi pa z veseljem poudarjajo prednosti drugega doprsnega kipa, Charles Avery ga imenuje »eden največjih portretov vseh časov v katerem koli mediju; ta doprsni kip je delo genija«.

## Pripravljalne različice
Bronasta različica, ustvarjena iz bozzetti – makete iz terakote (pripravljalna dela), ki jih je opravil Bernini, obstaja v zasebni zbirki v New Yorku. Obstaja tudi risba Scipiona Borgheseja, narejena z rdečo kredo in grafitom, v knjižnici Morgan v New Yorku. Nazadnje obstaja karikatura istega portretiranca, ki jo je naredil Bernini v Vatikanski knjižnici v Italiji.